# Sphyraena lucasana
Sphyraena lucasana är en fiskart som beskrevs av Gill, 1863. Sphyraena lucasana ingår i släktet Sphyraena och familjen Sphyraenidae. IUCN kategoriserar arten globalt som otillräckligt studerad. Inga underarter finns listade i Catalogue of Life.